# Berliner Bär (récompense)
Ne doit pas être confondu avec Ours d'or ou Ours d'argent.
L'Ours de Berlin (Berliner Bär) est un prix culturel attribué par le tabloïd berlinois B.Z..
Le prix est décerné chaque année à des artistes exceptionnels depuis 1991. L'ours BZ est une sculpture en bronze conçue par le sculpteur berlinois Ernst Leonhardt. Basée sur un moule de l'artiste, la sculpture est coulée à la fonderie ARA-Kunst dans la forêt bavaroise à l'aide d'un procédé à la cire perdue, a une patine brun verdâtre et est polie à la main. La sculpture s'appelle Der Tänzer et mesure environ 30 cm de haut.
Des célébrités telles que Daniel Barenboim, Norman Foster, Martina Gedeck, Katja Riemann, Helmut Newton, Armin Mueller-Stahl, Katharina Thalbach, Christa Ludwig, Christo et Jeanne-Claude, Volker Schlöndorff, Mario Adorf, Hildegard Knef, Ute Lemper, Yvonne Catterfeld, Karl Lagerfeld, Claus Peymann, Anita Kupsch, W. Michael Blumenthal, Billy Wilder, Daniel Libeskind, Wolfgang Joop, Max Raabe, Nina Hagen, Heino Ferch, Regina Ziegler, Walter Plathe et Dieter Hallervorden ont reçu le prix.

## Lauréats 1992
- Jiří Dienstbier
- Pantomimen-Ensemble
- Götz George
- Johannes Grützke
- Harald Juhnke
- Alexandra Ripley
- Gerd Ruge

## Lauréats 1993
- Rut Brandt
- Christo et Jeanne-Claude
- Daniel Barenboim
- Jochen Kowalski
- Armin Müller-Stahl
- Katharina Thalbach
- André Heller, Bernhard Paul, Peter Schwenkow
- Staatl. Ballett- und Artistenschule

## Lauréats 1994
- Michael Ballhaus
- Helmut Baumann
- Erich Boehme
- Rebecca Horn
- Johann Kresnik
- Harry Kupfer
- Helmut Newton
- Rosamunde Pilcher

## Lauréats 1995
- Tom Bacci
- Ballet du Friedrichstadtpalast
- Götz Friedrich
- Friedeman Hahn
- Christa Ludwig
- Bernhard Minetti
- Mickey Mouse
- Hans Helmut Prinzler
- Volker Schlöndorff

## Lauréats 1996
- Mario Adorf
- Artur Brauner
- Reinhard Hauff
- Helmut Jahn
- Hildegard Knef
- Peter Stein
- Wolf Vostell
- WestBam
- Vivienne Westwood
- Jürgen Wolfer

## Lauréats 1997
- Orchestre philharmonique de Berlin
- Wolfgang Grüner
- Maison des cultures du monde
- René Kollo
- Karl Lagerfeld
- Daniel Libeskind
- Markus Lüpertz
- Heike Makatsch
- Bob Wilson

## Lauréats 1998
- Elvira Bach
- Norman Foster
- Thomas Langoff
- Opéra Neuköllner
- Thomas Ostermeier
- Katja Riemann
- Rosenstolz
- Famille d'acteurs Otto Sander, Monika Hansen, Meret Becker et Ben Becker
- Sasha Waltz

## Lauréats 1999
- Helmut Dietl
- Comedian Harmonists
- Hannon Huth
- Christiane Paul
- Ieoh Ming Pei
- Georg Preusse, alias Mary
- Dr. Motte
- Jack White
- Billy Wilder

## Lauréats 2000
- Thomas Brussig
- Pierre Eisenman
- Le Bossu de Notre-Dame (scénographie)
- Au rythme de la vie
- Ute Lemper
- Ulrich Mühe
- Pierre Radunski
- Bar jeder Vernunft
- Joseph Vilsmaier

## Lauréats 2001
- Moritz Bleibtreu (film)
- Barbara Carus (danse) pour son projet Musical for kids
- Jeff Koons (arts visuels)
- Irina Pabst (engagement social)
- Philipp Stölzl (nouveaux médias)
- Horst Wendlandt (film)

- W. Michael Blumenthal (engagement politico-culturel/compréhension internationale)
- Comte Finck von Finckenstein (culture)
- Andrej Hermlin (musique), chef d'orchestre, pianiste et directeur du Swing Dance Orchestra
- Jenny Holzer (Arts visuels)
- Anita Kupsch (film)
- Claus Peymann (théâtre)
- Heribert Sasse (théâtre)

## Lauréats 2003
- Wilhelm von Boddien (culturel)
- Richard Branson (parrainage)
- Michel Degen (littérature)
- Heino Ferch (acteur)
- Friedrichstadtpalast (art théâtral)
- Harald Glööckler (mode)
- Regina Ziegler (film)
- Radio Metropol FM (média)

## Lauréats 2004
- Heinz Berggruen (prix)
- Yvonne Catterfeld (pop)
- Angelica Domröse (actrice)
- Nina Hagen (musique)
- Jörg Immendorff (culturel)
- Wolfgang Joop (mode)
- Vladimir Anatolyevich Malakhov (danse)
- Kent Nagano (culturelle)
- Théâtre RambaZamba Berlin (art théâtral) pour l'engagement en faveur de l'intégration des personnes handicapées

## Lauréats 2005
- Michael "Bully" Herbig (film)
- Brigitte Mira (Œuvre d'une vie)
- Max Raabe (Spectacle)
- Peter Raue (art)
- Silbermond (pop)
- Thomas Quasthoff (classique)

## Lauréats 2006
- DJ Paul van Dyk (Pop)
- Dietrich Fischer-Dieskau (classique)
- Brigitte Grothum (théâtre)
- Klaus Hoffmann (Chanson)
- Nina Hoss (film)
- Alexandra Neldel (TV)
- Günther Uecker (Arts visuels)

## Lauréats 2007
- Iris Berben (Engagement Social)
- Tokio Hotel (Rock)
- Udo Jürgens (Accomplissement de toute une vie)
- Jonathan Meese (Arts visuels)
- Angelica Milster (comédie musicale)
- Polina Semionova (danse)
- Michael Wolffsohn (culture urbaine)

## Lauréats 2008
- Georg Baselitz (beaux-arts)
- Klaus Maria Brandauer (théâtre)
- Martina Gedeck (film)
- Mireille Mathieu (Œuvre de toute une vie)
- Muséum d'histoire naturelle (Berlin) (Institution)
- Nadja Michael (opéra)
- Bernd Siggelkow, fondateur de Die Arche – Christliches Kinder- und Jugendwerk (engagement social)

## Lauréats 2009
- Thomas Dörflein (à titre posthume)
- Andreas Gursky
- Dieter Hallervorden
- Karoline Herfurth
- Udo Lindenberg
- Dagmar Manzel
- Christoph Schlingensief
- The BossHoss

En 2009, il n'y a pas eu de remise de prix. Le 8 décembre 2008, Axel Springer AG a annoncé que tous les événements de 2009 seraient annulés. L'annulation est justifiée par la crise financière internationale. L'éditeur voulait empêcher les licenciements avec des mesures d'austérité.

## Lauréats 2010
- David Chipperfield
- Til Schweiger
- Peter Sloterdijk
- Nora Tschirner (Prix du public de la meilleure jeune actrice 2009)
- Katharina Wagner et Eva Wagner-Pasquier
- Judy Winter
- 2raumwohnung

## Lauréats 2011
- Annette Dasch (opéra)
- Günter Gabriel (pop/rock)
- Anselm Kiefer (Arts visuels)
- Dieter Kosslick (film)
- Anna Loos et Silly (Comeback de l'année)
- Ferdinand von Schirach (littérature)
- Soupe populaire Lichtenrade e. V. (Prix du Public pour l'Engagement volontaire)

## Lauréats 2012
- Marina Abramović (Arts visuels)
- Senta Berger (film)
- Roland Kaiser (Comeback de l'année)
- Vladimir Kaminer (littérature)
- Marcel Reich-Ranicki (Œuvre d'une vie)
- Frank Zander (avantage)
- Berghain
- Chamber Academy Potsdam (classique)
- Prime Time Theatre (Prix du public)

## Lauréats 2013
- Reinhard Kleist (art)
- Matthias Koeppel et Sooki Koeppel (peintres)
- Rolf Kühn (jazz)
- Anna Maria Mühe (TV/Film)
- Matthias Schweighöfer (film/réalisateur)
- Tino Sehgal (artiste d'action)
- Matthis Klemm (prix du public meilleur jeune DJ de Berlin)

## Lauréats 2014
- Christian Thielemann (classique)
- Katharina Schüttler (acte)
- Frères et sœurs Pfister (Cabaret)
- Frank Castorf (théâtre)
- Gunter Demnig (arts visuels)
- Rainer Brandt (art synchrone)
- Bertan Canbeldek (Prix du public du meilleur jeune artiste de Berlin)

## Lauréats 2015
- Christophe et Marc Bauder (installation Lichtgrenze)
- Ensemble de "Hinterm Horizont" (musical)
- Nena (pop)
- Barrie Kosky (opéra/réalisateur)
- Ursela Monn (actrice)
- Shermin Langhoff (théâtre/metteur en scène)
- Friederike Haller (prix du public pour les meilleurs jeunes créateurs de Berlin)

## Lauréats 2016
- Sebastian Schipper et l'équipe de Victoria (film/réalisateur)
- Joe Jackson (rock/pop)
- Dorothy Iannone (Arts visuels)
- Herbert Herrmann (acteur)
- Katharine Mehrling (théâtre/chant)
- Nessi (prix du public pour les meilleurs jeunes auteurs-compositeurs-interprètes de Berlin)
- Meret Becker (prix d'honneur)

## Lauréats 2017
- Jürgen Flimm
- Wolfgang Tillmans
- Ulrich Matthes
- Rolando Villazón
- Cornelia Froboess
- Lisa Eckhart (Prix du public de la meilleure poésie slam)

## Lauréats 2018
- Donna Leon
- Flying Steps
- Daniel Hope
- Maria Schrader
- Henry Hübchen
- Marius Müller-Westernhagen

## Lauréats 2019
- Alicia Kwadé
- Anne-Sophie Mutter
- Beatsteaks
- Paula Beer
- Walter Plathé
- Andreas Dresen

## Lauréats 2020
- August Diehl
- Elmgreen et Dragset
- David Garrett
- Volker Kutscher
- Peaches
- Christian Petzold
- Iana Salenko (soliste du Ballet d'État de Berlin)
- Marian Walter (soliste du Berlin State Ballet)

## Lauréat 2021
- Herbert Köfer (en raison de la pandémie, un seul prix à titre honorifique)

## Lauréat 2022
- Maryna Er Gorbach